# Наубер, Геррит
Ге́ррит На́убер (нем. Gerrit Nauber; 13 апреля 1992) — немецкий футболист, защитник нидерландского клуба «Гоу Эхед Иглз».

## Клубная карьера
Свою футбольную карьеру Геррит начал в клубе «Оснабрюк». В 2008 году в возрасте 16 лет он перешёл в юношескую команду леверкузенского «Байера».
5 августа 2011 года Наубер провёл первый матч за вторую команду леверкузенцев, выступавшую в Региональной лиге «Запад». 27 августа Геррит забил первый мяч в матче против кёльнской «Фортуны». За сезон защитник провёл за вторую команду «Байера» 36 матчей.
Летом 2012 года Геррит перешёл в другой клуб Региональной лиги «Запад», «Шпортфройнде» из Лотте. За новый клуб защитник дебютировал 4 августа 2012 года. В матче против «Фельберта» отметился забитым голом. За сезон Наубер принял участие в 39 матчах, «Шпортфройнде» занял первое место в лиге, однако в переходных матчах за право выступать в 3 лиге уступил клубу «РБ Лейпциг».
В июле 2021 года перешёл в нидерландский «Гоу Эхед Иглз», подписав с клубом контракт на один сезон.

## Карьера в сборной
Геррит выступал за различные юношеские сборные Германии. В 2009 году выиграл домашний юношеский Чемпионат Европы среди команд до 17 лет. На турнире провёл 3 матча своей сборной, в каждом из которых появлялся на замену. В финальной игре чемпионата против сборной Нидерландов появился на поле в дополнительное время.
В 2009 году Наубер также принимал участие в юношеском чемпионате мира в Нигерии. Сыграл на турнире в первых двух матчах группового этапа. В 1/8 финала немцы уступили будущим победителям турнира, швейцарцам.

## Личная жизнь
Старший брат Геррита, Бернфрид, также футболист, является третьим вратарём «Шпортфройнде».

## Достижения
«Шпортфройнде»
- Победитель Региональной лиги «Запад» (2): 2012/13, 2015/16
- Обладатель Кубка Весфалии[англ.]: 2014/15

«Гоу Эхед Иглз»
- Обладатель Кубка Нидерландов: 2024/25[нидерл.]

Германия (до 17):
- Чемпион Европы среди юношей до 17 лет: 2009